# Deep Cuts (Yellowcard)
Deep Cuts è il terzo EP degli Yellowcard pubblicato il 16 giugno 2009 dalla Capitol Records durante il periodo di breakup della band. L'EP contiene versione acustiche/live di canzoni tratte dagli album precedenti della band più un b-side da Lights and Sounds intitolato When We're Old Men, inizialmente presente sulla versione australiana del disco.

## Tracce
1. Avondale (Acustica) – 3:37
2. Down on My Head (Acustica) – 3:30
3. Holly Wood Died (Live in Las Vegas) – 3:55
4. When We're Old Men – 3:32